# Thomas Ospital
Thomas Ospital (* 31. Januar 1990 in Bayonne, Frankreich) ist ein französischer Organist und seit 2015 Titularorganist an Saint-Eustache de Paris.

## Leben
Thomas Ospital wurde 1990 in Bayonne im französischen Baskenland geboren und wuchs in Ayherre auf. Seine musikalische Ausbildung erhielt er am Conservatoire Maurice Ravel Bayonne Côte Basque in der Orgelklasse von Esteban Landart. Weiterführende Studien führten ihn von 2008 bis 2015 an das Pariser Konservatorium, wo er bei namhaften Organisten wie Olivier Latry, Michel Bouvard, Thierry Escaich, Philippe Lefebvre und Pierre Pincemaille Unterricht erhielt. 2012 war er für ein halbes Jahr young artist in residence an der Kathedrale Saint Louis King of France in New Orleans (USA) und im Jahre 2015 artist in residence beim Festival de musique sacrée de Rocamadour. Seit 2015 ist Thomas Ospital zusammen mit seinem Kollegen Baptiste-Florian Marle-Ouvrard Titularorganist an der großen Orgel von Saint-Eustache in Paris. 2016 wurde er darüber hinaus zum première organiste en résidence an der neuen Orgel des Maison de la Radio (Radio France) ernannt.
Seine vorrangige musikalische Ausrichtung ist die Improvisation, die er u. a. bei der Begleitung von Stummfilmen einsetzt. Darüber hinaus führen ihn Konzerte als Organist und Kammermusiker in viele Länder Europas, nach Russland und in die USA.

## Auszeichnungen
- 2008: 1. Preis in der Orgelklasse von Esteban Landart
- 2009: 1. Preis der International Competition of Organ in Saragossa
- 2012: Prix Duruflé und Publikumspreis beim Grand Prix de Chartres
- 2013: 2. Preis bei der International Xavier Darasse Competition in Toulouse
- 2014: Grand Prix Jean-Louis Florentz und Publikumspreis der International Organ Competition of Angers unter der Schirmherrschaft der Académie des Beaux-Arts
- 2014: 2. Preis, Publikumspreis und Prix Jean-Louis Florentz beim Grand Prix de Chartres